# Mensur Salkić
Mensur Salkić (ook gekend als Growe) (Tuzla, 4 november 1994) is een Bosnische zanger.

## Biografie
Salkić begon als zanger in 2013 en nam deel aan een aantal zangwedstrijden. In 2014 nam hij namens Bosnië deel aan het Türkvizyonsongfestival 2014 met het lied Šutim dat in het Bosnisch gezongen werd en eindigde op de tiende plaats. Dat zelfde jaar won hij de muziekwedstrijd Zvijezda možeš biti ti, georganiseerd door Hayat TV. In  Dankzij deze overwinning kreeg Salkić een platencontract aangeboden door Hayat Production.

## Discografie

### Albums
- Neboder 2013 (2013)
- Usne ničije (2015)

2013: Emir & Frozen Camels feat. Mirza · 
2014: Mensur Salkić · 
2015: Adis Škaljo · 
2020: Armin Muzaferija